# Poličnik
Poličnik (in italiano anche Polisseno, Polisanio, Polisano, Polissana, Polissane, Polisane o Polissani, desueti, e Timeto di Zara durante l'occupazione italiana nella Seconda guerra mondiale) è un comune della Croazia della regione zaratina.
Al censimento del 2001 possedeva una popolazione di 4.664 abitanti.

## Località
Il comune di Poličnik è suddiviso in 8 frazioni (naselja), di seguito elencate. Tra parentesi il nome in lingua italiana, generalmente desueto.
- Briševo (Brissevo[6])
- Dračevac Ninski (Dracevaz[7])
- Rupalj
- Lovinac
- Murvica (Murvizza[6][8])
- Poličnik (Polisseno), sede comunale
- Suhovare (Suovare[8])
- Visočane